# 渡辺漸
渡辺 漸（わたなべ すすむ、1903年10月30日 - 1984年4月2日）は日本の病理医、医学者。登山家。広島大学病理学第二講座初代教授、第４代医学部長。広島大学原爆放射能医学研究所初代所長。広島大学名誉教授。「雪山讃歌」作詞者の一人。東京都出身。

## 経歴・人物
1921年（大正10年）静岡県立静岡中学校卒業。1922年（大正11年）第三高等学校 (旧制)入学。浪人中に西堀栄三郎と知り合い、揃って合格したところに今西錦司が落ちてきて、三人一緒になり、のちに高橋健治、桑原武夫、四手井綱彦らが加わり三高山岳部（のちの京都大学山岳部）が出発した。
1925年（大正14年）、東京帝国大学医学部進学、東大ではスキー部に所属。同年秋、日本山岳会に入会した。1926年（大正15年）1月、京都帝国大学山岳部の鹿沢温泉スキー合宿の折、西堀、四手井、酒戸弥二郎とともに「雪山讃歌」を作詞。
1929年（昭和4年）、東京帝国大学医学部卒業。病理学教室副手。1932年（昭和7年）、3年間の『山岳』編集を終えて日本山岳会理事を退任。1935年（昭和10年）、南千島茶々岳遠征隊長。1938年（昭和13年）、結婚。東京帝国大学伝染病研究所病理部を経て、1941年（昭和16年）、平壌医学専門学校に教授として赴任。終戦後、引き揚げた。
1947年（昭和22年）6月、広島医学専門学校に講師として着任。1948年（昭和23年）9月、広島県立医科大学教授。教室の研究のテーマは造血系病理で、リンパ球の生成機序に関する実験的研究、白血球の組織化学的研究などが行われていた。1953年（昭和28年）8月、広島県立医科大学は広島大学医学部へ移管。
研究成果を1954年（昭和29年）の第5回国際血液学会(パリ)や第6回同学会(ボストン)で発表、さらに1957年（昭和32年）日本病理学会総会では「白血病の発現並に進展に関する病理解剖学的研究」として宿題演説を行った。
1954年（昭和29年）、原爆症調査研究協議会委員、同年5月、放射線影響調査研究協議会委員、同年5月、放射線影響調査研究別委員会委員、1957年（昭和32年）、原子爆弾被爆者医療審議会委員などを歴任、被爆者援護についても多大の貢献をした。
1958年（昭和33年）、広島大学医学部長。1959年（昭和34年）、日本細胞生物学会第10代会長。1960年（昭和35年）、白血病に関する研究業績によって第2回中国科学賞。1961年（昭和36年）、広島大学原爆放射能医学研究所の初代所長を兼任、同年7月には研究所専任となった。1967年（昭和42年）4月、広島大学を定年退官、同年5月、名誉教授。
1968年（昭和43年）8月、国立がんセンター研究所病理部長。1976年（昭和51年）4月、国際血液学会会頭。11月、国立がんセンター退職。

## 栄典
- 1974年（昭和49年）11月 - 勲二等瑞宝章[3]
- 1984年（昭和59年）4月 - 従三位追贈[3]

## 著書
- 『冬のチャチャヌプリ』 東京大学運動会スキー山岳部 2014.5

### 共著
- 『原子医学』 小山豪, 田淵昭, 渡辺漸 編 金原出版 1963.1